# الن بنت
الن بنت (انگلیسی: Alan Bennett؛ زادهٔ ۹ مهٔ ۱۹۳۴) هنرپیشه، فیلم‌نامه‌نویس و نمایش‌نامه‌نویس اهل انگلستان است. وی از سال ۱۹۶۰ میلادی تاکنون مشغول فعالیت بوده‌است.

## زندگی‌نامه
الن بنت در ۹ مه ۱۹۳۴ در لیدز در شمال انگلستان به دنیا آمده و آثارش را نیز در همان ناحیه خلق کرده‌است. بنت در رشته تاریخ از دانشگاه آکسفورد فارغ‌التحصیل شده‌است. او بیشتر موضوعاتی همچون مرگ، مصیبت، بیماری و سالخوردگی را با نوعی طنز تلخ در آثارش مورد توجه قرار داده‌است.
بنت برنده جوایزی همچون بفتا، تونی و کتاب بریتانیا شده‌است.

## زندگی شخصی
بنت به مدت ۴۰ سال در گلوستر کرسنت در شهر کمدن در لندن زندگی کرد، اما اکنون با شریک زندگی خود روپرت توماس، سردبیر سابق مجله دنیای داخلی، چند دقیقه پیاده‌روی در تپه پریمروز زندگی می‌کند . بنت همچنین تا زمان مرگ او در سال ۲۰۰۹ با خانه‌دار سابق خود، آن دیویس، رابطه طولانی مدت داشت.
بنت یک آگنوستیک است. او انگلیکان بزرگ شد و به تدریج کلیسا را در طول این سالها ترک کرد.
در سال ۱۹۸۸، بنت جایزه فرماندهی نشان امپراتوری بریتانیا (CBE) را رد کرد و در سال ۱۹۹۵ نشان شوالیه را رد کرد.
در سپتامبر ۲۰۰۵، بنت فاش کرد که در سال ۱۹۹۷ تحت معالجه سرطان کولورکتال قرار گرفته‌است و این بیماری را به عنوان «خارفه» توصیف کرد. شانس زنده ماندن او «بسیار کمتر» از ۵۰ درصد بود و جراحان به او گفته بودند که توموری به اندازه «سنگی سنگی» را برداشتند. [ او داستان‌های ناگفته (منتشر شده در سال ۲۰۰۵) را با این فکر شروع کرد که پس از مرگ منتشر خواهد شد، اما سرطان او بهبود یافت.
در طرح‌های زندگی‌نامه‌ای که بخش بزرگی از کتاب را تشکیل می‌دهند، بنت برای اولین بار آشکارا درباره دوجنس‌گرایی خود نوشت. پیش از این، بنت به سوالاتی درباره تمایلات جنسی خود اشاره کرده بود، مانند اینکه از مردی که به تازگی در صحرای صحرا خزیده‌است بخواهد بین آب معدنی پریر یا مالورن یکی را انتخاب کند.
در اکتبر ۲۰۰۸، بنت اعلام کرد که کل آرشیو مقالات، دستنوشته‌های منتشر نشده، خاطرات و کتاب‌های خود را به کتابخانه بودلیان اهدا می‌کند و اظهار داشت که این یک حرکت تشکر برای بازپرداخت بدهی است که احساس می‌کرد به دولت رفاه بریتانیا بدهکار است. به او فرصت‌های تحصیلی داده‌اند که پیشینهٔ خانوادگی فروتن او در غیر این صورت هرگز نمی‌توانست آن را فراهم کند.
در سپتامبر ۲۰۱۵ ، بنت از کمپین جرمی کوربین در انتخابات رهبری حزب کارگر حمایت کرد. او گفت: «من فکر می‌کنم جرمی کوربین به همه چیز ضربه زده‌است و این واقعیت که او به خوبی انجام داده‌است نشان می‌دهد که مردم نگران این مسائل هستند. دولت از شما می‌خواهد فکر کنید که هیچ کس نگران این مسائل نیست، اما آن‌ها هستند.» در اکتبر پس از پیروزی کوربین در انتخابات، او گفت: «من او را تایید می‌کنم. اگر فقط به این دلیل که حزب کارگر را به چیزی که باید در مورد آن فکر می‌کردند بازگرداند.»
پس از مرگ جاناتان میلر در سال ۲۰۱۹، او تنها بازمانده از چهار گروه در اصل چهارنفره بیاند د فرینج (Beyond the Fringe) که شامل پیتر کوک و دادلی مور نیز بود، شد.

## کتابشناسی
- به پیش رفتن (۱۹۷۱)
- یک موضوع شخصی (۱۹۸۴)
- پسران تاریخ (۲۰۰۴)

## نمایشنامه‌ها
- آن ور حاشیه
- چهل سال بعد (۱۹۶۸)
- می‌گذرانیم
- ولایتمان
- خانمی در بارکش
- دیوانگی جرج سوم (۱۹۹۱)

## نمایش‌های تلویزیونی
- زنی معمولی
- آفتاب غروب در خلیج
- درد دل‌ها
- یک مرد انگلیسی در خارج از کشور (۱۹۸۲)

## رمان‌ها
- رختی که تنمان کردند
- دست بُردن
- بابا بابا چه دوستی!